# Wymarzona miłość
Wymarzona miłość – turecki serial komediowy emitowany na antenie Star TV od 26 czerwca 2018 do 6 sierpnia 2019.
Polska premiera serialu odbyła się 6 sierpnia 2019 na antenie TVP2 – tego samego dnia w Turcji nadano finał serialu. Od 13 września 2019 r. emisję przeniesiono do TVP3, gdzie jest emitowany do dzisiaj.

## Fabuła
Sanem Aydin mieszka w Stambule z rodzicami i starszą siostrą, Leylą. Jest marzycielką, chciałaby zostać pisarką. W żadnej pracy nie zagrzała miejsca na dłużej. Pod wpływem ultimatum postawionego przez rodziców Sanem zaczyna pracę w agencji reklamowej, w której pracuje jej siostra. Tymczasem właściciel agencji, pan Aziz, postanawia wycofać się z zarządzania firmą i wzywa do Stambułu swojego syna, fotografa i podróżnika Cana. Młodszy syn Aziza, Emre, czuje się zlekceważony przez ojca. Angażuje niczego nieświadomą Sanem do udziału w intrydze.

## Obsada
Do obsady serialu należą m.in.:
- Demet Özdemir jako Sanem Aydın
- Can Yaman jako Can Divit
- Özlem Tokaslan jako Mevkibe Aydın
- Cihan Ercan jako Muzaffer Kaya (Zebercet)
- Öznur Serçeler jako Leyla Aydın
- Berat Yenilmez jako Nihat Aydın
- Birand Tunca jako Emre Divit
- İpek Tenolcay jako Hüma
- Sevcan Yaşar jaki Aylin Yüksel
- Anıl Çelik jako Cengiz Özdemir (Ceycey)
- Tuğçe Kumral jako Deren Keskin
- Ceren Taşci jako Ayhan Işık
- Sibel Şişman jako Güliz Yıldırım

## Emisja w Polsce
Polska premiera serialu odbyła się 6 sierpnia 2019 na antenie TVP2, a emisja odbywała się od poniedziałku do piątku o godzinie 13.15, aż do 9 września, kiedy to po wyemitowaniu 22 odcinków (niepełne osiem oryginalnych odcinków) telenowela, z powodu słabej oglądalności została zdjęta z anteny. Serial przeniesiono na antenę TVP3, gdzie od 13 września 2019 emisja odbywała się od poniedziałku do piątku o godzinie 10.00 od pierwszego odcinka. Po wyemitowaniu 139 odcinków, 4 marca 2020, emisja serialu została zawieszona. W okresie od 9 września 2020 do 31 maja 2021 roku stacja ponownie nadała 139 zakupionych odcinków, zaś od 1 czerwca emitowane będą premierowe odcinki serialu. Lektorem serialu był Marek Ciunel, a opracowaniem zajęła się Telewizja Polska.

## Spis serii
| Seria | Odcinki   | Odcinki | Premierowa emisja | Premierowa emisja | Premierowa emisja | Premierowa emisja |
| Seria | Turcja    | Polska  | Premiera serii    | Finał serii       | Premiera serii    | Finał serii       |
| ----- | --------- | ------- | ----------------- | ----------------- | ----------------- | ----------------- |
| 1     | 1–51 (51) | 1-162   | 26 czerwca 2018   | 6 sierpnia 2019   | 6 sierpnia 2019   | 2 lipca 2021      |